# Squadrone Sinistro
Squadrone Sinistro (Squadron Sinister), è un supergruppo di personaggi dei fumetti, creato da Roy Thomas (testi), Sal Buscema (matite) e Sam Grainger (chine), pubblicato dalla Marvel Comics. La prima apparizione avviene in The Avengers (Vol. 1) n. 69

## Storia
Calabrone, Golia (Clint Barton), Wasp e Visione si recano in ospedale dove, sotto il vigile controllo dello S.H.I.E.L.D., giace quasi privo di vita Tony Stark. Thor e Capitan America sopraggiungono con il dottor Santini, che potrebbe essere in grado di salvare l'eccentrico milionario. All'improvviso fa irruzione nella stanza un essere che rapisce Stark e a nulla servono gli sforzi dei Vendicatori in quanto la creatura sembra diventare sempre più gigantesca ad ogni colpo che riceve: si tratta di uno Stimuloide al servizio di Kang il conquistatore. Una luce accecante avvolge l'essere e lo trascina in cielo, seguito dai Vendicatori, che sperano di riuscire a salvare Stark. Il gruppo viene assorbito in una sfera che emana freddo raggelante e trasportato nello spazio e nel tempo fino alla sala del trono di Kang nell'anno 4000.
Lì si trova anche Pantera Nera, che invita gli amici ad ascoltare il racconto del malvagio sovrano. Kang racconta agli eroi del suo desiderio di riportare in vita l'amata Ravonna, che ormai da lungo tempo giace in animazione sospesa, e di aver ricevuto la visita di uno strano uomo, chiamato Gran Maestro, il quale gli ha proposto una sfida a un misterioso “gioco delle galassie”: se Kang vincerà, conquisterà il dominio sulla vita e sulla morte e potrà risvegliare Ravonna; se perderà, invece, lui e tutta la Terra finiranno nell'oblio assoluto per sempre. Alle spalle di Kang si trova una triplice sfera luminosa, connessa con il gioco delle galassie. L'anno che il Gran Maestro ha concesso a Kang sta per scadere e il sovrano chiede ai Vendicatori di schierarsi al suo fianco per garantirgli la vittoria. Gli eroi ottengono che Tony Stark sia rimandato sulla Terra, dove potrà essere operato, e accettano la richiesta di Kang. Proprio in quel momento compare il Gran Maestro. I Vendicatori sono presentati come campioni di Kang. Thor, Capitan America e Golia vengono trasportati in un'altra dimensione, all'interno della tri-sfera, che magicamente muta forma e diventa un tutt'uno con la Terra del tempo presente.
La partita comincia. I Vendicatori, che vengono inaspettatamente raggiunti da Iron Man, dovranno affrontare lo Squadrone Sinistro: il Dottor Spectrum con il suo prisma di energia, il fortissimo Hyperion, il superatletico Nottolone e l'ultraveloce Trottola (James Saunders). I membri dello Squadrone svaniscono e si materializzano le immagini di quattro monumenti terrestri in prossimità dei quali potrà aver luogo lo scontro.
La prima sfida vede contrapposti Capitan America e Nottolone, che si trova a Ellis Island. Il criminale intende non solo uccidere Capitan America ma anche distruggere la Statua della Libertà e ciò che essa rappresenta. Nottolone, grazie al suo velivolo, solleva in aria la statua e le scaglia contro un dispositivo esplosivo: lo scudo di Capitan America riesce però ad assorbire l'impatto dell'esplosione e il contraccolpo mette fuori combattimento Nottolone. Capitan America ha vinto il primo scontro.
In India, di fronte al Taj Mahal, Iron Man deve affrontare il Dottor Spectrum e, soprattutto, il suo prisma senziente, che riesce a proiettare energia per colpire il nemico e a creare uno scudo policromatico invincibile in difesa del Dottor Spectrum. Iron Man intuisce come sconfiggere l'avversario: inonda il Dottor Spectrum di luce ultravioletta, una frequenza non compresa nello spettro di energia del prisma, i cui poteri vengono quindi annullati. Anche Iron Man ottiene la vittoria.
È quindi la volta di Thor, che davanti alla Sfinge deve combattere contro Hyperion. Il criminale odia la Terra con tutte le sue forze: il suo mondo era il primo atomo frantumato da un ciclotrone fabbricato dall'uomo; Hyperion riuscì a sopravvivere fluttuando nel vuoto atomico finché non fu risvegliato e accresciuto dal Gran Maestro e ora cerca vendetta. Neppure i colpi del potente Mjolnir riescono a scalfirlo. Thor invoca l'aiuto di Odino e scaglia il suo martello, ma non con l'intento di colpire l'avversario. Mjolnir vortica sempre più velocemente intorno a Hyperion rimpicciolendolo e intrappolandolo in una bolla di sabbia vetrificata. Thor risulta vincitore.
Golia si è recato a Londra, davanti al Big Ben, per affrontare Trottola ma è ostacolato dal Cavaliere Nero (Dane Whitman) che, senza ascoltare le spiegazioni del Vendicatore, cerca di imporgli il proprio aiuto. In quel momento sopraggiunge Trottola che comincia a sfrecciare intorno a Golia alla velocità di un ciclone creando un tornado virtuale all'interno del quale l'eroe scompare. Il Cavaliere Nero, però, colpisce Trottola con la sua spada d'ebano liberando Golia ma, al contempo, interrompendo la partita.
Il Gran Maestro è adirato per l'accaduto e richiama le due squadre di contendenti nel futuro per la seconda e ultima fase della partita; anche la spada nera viene teletrasportata. Il Cavaliere Nero è preoccupato per il destino degli eroi e del mondo ed è intenzionato a raggiungere gli amici. Egli si reca al Castello di Garrett ed evoca il suo antenato, il primo Cavaliere Nero, Sir Percy di Scandia, il quale gli rivela quanto sta accadendo ai Vendicatori. Intanto, la seconda squadra di eroi, composta da Pantera Nera, Visione e Calabrone, si ritrova nella Parigi della seconda guerra mondiale e deve affrontare avversari inaspettati: Capitan America, la prima Torcia Umana e Namor Sub-Mariner degli anni quaranta sono stati teletrasportati a Parigi e, non avendo idea di chi siano i Vendicatori, attaccano i tre eroi del futuro scambiandoli per nazisti. All'inizio i Vendicatori cercano di temporeggiare, non sapendo cosa fare; fortunatamente Visione, grazie ai suoi poteri, riesce a neutralizzare gli avversari.
Nel futuro Kang esulta per la vittoria. Il Gran Maestro lo informa, però, che siccome la prima parte della partita è risultata in un pareggio a causa dell'intromissione del Cavaliere Nero, Kang potrà ottenere solo uno dei due poteri che erano stati messi in palio: dovrà scegliere tra il potere di dare la vita e quello di toglierla. Nel frattempo, con l'aiuto dell'antenato, il Cavaliere Nero entra in connessione con la sua spada e riesce a raggiungerla nel futuro. Giunto nell'era di Kang, scopre che i quattro Vendicatori della prima squadra sono tenuti in una specie di trans e, insieme a Wasp, riesce a riscuoterli. I Vendicatori si ritrovano di nuovo tutti insieme e pretendono da Kang di essere rimandati nel loro tempo. Il sovrano non intende, tuttavia, lasciarsi sfuggire gli eroi e, anzi, in lui l'odio per loro prevale sull'amore per Ravonna: Kang sceglie di ottenere il potere della morte dal Gran Maestro e decide di usarlo per risucchiare la vita dai Vendicatori. Il sovrano ha trascurato un dettaglio: il Cavaliere Nero, non essendo un Vendicatore, sfugge al suo potere e lo abbatte con la sua spada d'ebano. Come ricompensa, il Cavaliere Nero viene ammesso nella squadra dei Vendicatori.

## Traduzione del nome in italiano
Oggi il nome del gruppo è tradotto come Squadrone Sinistro, all'epoca dell'Editoriale Corno invece fu presentato come "Gruppo Sinistro"

## Altri media

### Televisione
Lo Squadrone Sinistro compare in:
- Super Hero Squad Show
- Avengers Assemble